# Deatte 5-byou de Battle
Deatte 5-byou de Battle (出会って5秒でバトル Deatte 5-byō de Batoru?), conocida como Battle Game in 5 Seconds en inglés, es una serie de manga japonesa, escrita por Saizō Harawata e ilustrada por Kashiwa Miyako. Se ha serializado en la aplicación MangaONE y en el sitio web Ura Sunday de Shogakukan desde agosto de 2015. Es una nueva versión del webcomic de Harawata con el mismo nombre. Una adaptación de la serie al anime se estrenó en julio de 2021.

## Argumento
Era solo una mañana normal… Akira Shiroyanagi, un estudiante de preparatoria que ama los videojuegos y los dulces, de repente ha sido arrastrado al campo de batalla por parte de una misteriosa chica que se hace llamar Mion. A los participantes se les dice que fueron borrados del registro familiar, involucrados en un experimento y asignados ciertos poderes. Akira está decidido entonces a ganar el juego con sus nuevos poderes y destruir a todos los que lo metieron en este gran problema. Armado con un poder que nadie esperaría y sus habilidades cerebrales de estratega, ¡comienza el nuevo periodo de batalla de inteligencia!

## Personajes
Akira Shiroyanagi (白柳啓 Shiroyanagi Akira?)
 Seiyū: Ayumu Murase, Iván Bastidas (español latino)
Un estudiante de segundo año de 16 años que tiene un excelente desempeño académico, pero que le gusta jugar porque es "impredecible". Su habilidad se llama " Sofista ", una habilidad en la que le permite convertirse en todo mientras su oponente (o socio) crea que lo es. De alguna manera está etiquetado como "Mi Príncipe" por Mion.
Yūri Amagake (天翔優利 Amagake Yūri?)
 Seiyū: Aimi, Casandra Acevedo (español latino)
Una chica de secundaria de 17 años que odia la palabra "coincidencia" ya que con "coincidencia" había tenido mucha mala suerte: un perro pequeño le ladra sólo a ella; sus pantalones aparecen en la televisión nacional; o incluso darle un pañuelo a una víctima resulta que es un acosador pervertido, que luego va tras ella. El nuevo novio de su madre tiene una hija y dejan que Yuri la cuide. Un día vio a un niño que quería tirarse desde un edificio. Cuando se acerca a él, descubre que es el acosador pervertido. Ella todavía decide ayudarlo, pero él termina cayéndose y llevándola con él, lo cual hace que ella ingresa en el juego. Su habilidad se llama "Dios Demonio" que le permite multiplicar su habilidad física por 5 veces.
Mion (魅音 Mion?)
 Seiyū: Mayumi Shintani, Liliana Barba (español latino)
Una de los observadores del juego. Una chica gata que es una sádica cruel, está interesada en ver a la gente matarse entre sí para divertirse. Tiene la capacidad de crear ilusiones para engañar a los demás. Ella comienza a mostrar interés en Akira debido a sus tácticas que emplea durante cada juego. Se revela después que Mion era una participante en el juego, pero asesinó a un observador del juego para tomar su lugar.
Madoka Kirisaki (霧崎円 Kirisaki Madoka?)
 Seiyū: Kazuya Nakai, Carlo Vázquez (español latino)
Es un estudiante de tercer año de secundaria que tiene la capacidad de convertir madera en hojas.
Shin Kumagiri (熊切真 Kumagiri Shin?)
 Seiyū: Yuichi Nakamura, Jaime Collepardo (español latino)
Es un luchador profesional y su habilidad le permite volverse invencible durante 2 segundos.
Rin Kashii (香椎 鈴 Kashii Rin?)
 Seiyū: Toa Yukinari, Jessica Ángeles (español latino)
Una oficinista seductora y manipuladora que tiene la capacidad de crear dispositivos de tortura a partir de fluidos corporales.
Ringo Tatara (多々良りんご Tatara Ringo?)
 Seiyū: Miyuri Shimabukuro, Azul Valadez (español latino)
Una chica de figura pequeña cuya habilidad es "Plagiarist", lo que le permite copiar la habilidad de otra persona aproximadamente a una décima parte de su poder real.
Yan (ヤン Yan?)
 Seiyū: Akari Kitō, Azucena Miranda (español latino)
Ella es una asistente de Mion.

## Contenido de la obra

### Manga
Deatte 5-byou de Battle está creado por Saizō Harawata. Harawata lanzó por primera vez la serie como un webcomic y un remake ilustrado por Kashiwa Miyako comenzó a publicarse en la aplicación MangaONE y en el sitio web Ura Sunday de Shogakukan el 11 de agosto y el 18 de agosto de 2015, respectivamente. Shogakukan ha recopilado sus capítulos en volúmenes de tankōbon individuales. El primer volumen se publicó el 26 de febrero de 2016. Hasta la fecha, se han publicado veintisiete volúmenes.
El manga tiene licencia en Indonesia por Elex Media Komputindo.

#### Lista de volúmenes
| Volúmenes de manga publicados | Volúmenes de manga publicados | Volúmenes de manga publicados |
| Número                        | Fecha de lanzamiento          | ISBN                          |
| ----------------------------- | ----------------------------- | ----------------------------- |
| 1                             | 26 de febrero de 2016         | ISBN 978-4-09-127028-3        |
| 2                             | 17 de junio de 2016           | ISBN 978-4-09-127308-6        |
| 3                             | 19 de octubre de 2016         | ISBN 978-4-09-127384-0        |
| 4                             | 17 de marzo de 2017           | ISBN 978-4-09-127549-3        |
| 5                             | 19 de julio de 2017           | ISBN 978-4-09-127656-8        |
| 6                             | 12 de diciembre de 2017       | ISBN 978-4-09-128047-3        |
| 7                             | 19 de marzo de 2018           | ISBN 978-4-09-128219-4        |
| 8                             | 19 de julio de 2018           | ISBN 978-4-09-128426-6        |
| 9                             | 19 de octubre de 2018         | ISBN 978-4-09-128637-6        |
| 10                            | 19 de febrero de 2019         | ISBN 978-4-09-128754-0        |
| 11                            | 12 de junio de 2019           | ISBN 978-4-09-129231-5        |
| 12                            | 11 de octubre de 2019         | ISBN 978-4-09-129416-6        |
| 13                            | 19 de febrero de 2020         | ISBN 978-4-09-129588-0        |
| 14                            | 18 de junio de 2020           | ISBN 978-4-09-850112-0        |
| 15                            | 19 de noviembre de 2020       | ISBN 978-4-09-850334-6        |
| 16                            | 18 de marzo de 2021           | ISBN 978-4-09-850481-7        |
| 17                            | 12 de julio de 2021           | ISBN 978-4-09-850620-0        |
| 18                            | 12 de octubre de 2021         | ISBN 978-4-09-850765-8        |
| 19                            | 18 de marzo de 2022           | ISBN 978-4-09-851031-3        |
| 20                            | 19 de julio de 2022           | ISBN 978-4-09-851198-3        |
| 21                            | 17 de noviembre de 2022       | ISBN 978-4-09-851409-0        |
| 22                            | 12 de abril de 2023           | ISBN 978-4-09-852003-9        |
| 23                            | 19 de septiembre de 2023      | ISBN 978-4-09-852548-5        |
| 24                            | 9 de febrero de 2024          | ISBN 978-4-09-853123-3        |
| 25                            | 11 de junio de 2024           | ISBN 978-4-09-853386-2        |
| 26                            | 10 de octubre de 2024         | ISBN 978-4-09-853645-0        |
| 27                            | 12 de febrero de 2025         | ISBN 978-4-09-853862-1        |

### Anime
En noviembre de 2020, se anunció que el manga recibirá una adaptación al anime. La serie está animada por SynergySP y Vega Entertainment y dirigida por Nobuyoshi Arai con Meigo Naito como director en jefe, Tōko Machida manejando la composición de la serie, Studio A-Cat produciendo la animación CG y Tomokatsu Nagasaku e Ikuo Yamamoto manejando los diseños de personajes. Se estrenó el 12 de julio de 2021 en Tokyo MX y BS11. Akari Kitō interpreta el tema de apertura titulado “No Continue”, mientras que la unidad musical 15-sai to Seiko Oomori interpreta el tema de cierre titulado “Makeibe Jikkyou Play”. Crunchyroll obtuvo la licencia fuera de Asia. Muse Communication obtuvo la licencia de la serie en el sur y el sudeste de Asia .
El 13 de julio de 2021, Crunchyroll anunció que la serie recibió un doblaje en español latino, que se estrenó el 30 de agosto.

#### Lista de episodios
| N.º | Título                                                                          | Dirigido por     | Escrito por             | Fecha de emisión original |
| --- | ------------------------------------------------------------------------------- | ---------------- | ----------------------- | ------------------------- |
| 1   | «Sofista» Transcripción: «Kiben-ka» (en japonés: 詭弁家)                        | Kenta Kumada     | Tōko Machida            | 12 de julio de 2021       |
| 2   | «Kishin» Transcripción: «Kijin» (en japonés: 鬼神)                              | Yukiyo Teramoto  | Tōko Machida            | 19 de julio de 2021       |
| 3   | «Espadachín genuino» Transcripción: «Shinken-shi» (en japonés: 真剣師)          | Ken'ichi Nishida | Chabō Higurashi         | 26 de julio de 2021       |
| 4   | «Satírica» Transcripción: «Hiniku-ya» (en japonés: 皮肉屋)                      | Kenta Noda       | Chabō Higurashi         | 2 de agosto de 2021       |
| 5   | «Cazador» Transcripción: «Karyūdo» (en japonés: 狩人)                           | Yukiyo Teramoto  | Tōko Machida            | 9 de agosto de 2021       |
| 6   | «Mediador» Transcripción: «Chōtei-nin» (en japonés: 調停人)                     | Danzō Katō       | Tōko Machida            | 16 de agosto de 2021      |
| 7   | «Déspota» Transcripción: «Bōkun» (en japonés: 暴君)                             | Yūichi Satō      | Chabō Higurashi         | 23 de agosto de 2021      |
| 8   | «Guardián» Transcripción: «Goei-kan» (en japonés: 護衛官)                       | Yoshinobu Kasai  | Chabō Higurashi         | 30 de agosto de 2021      |
| 9   | «Doncella de Hierro» Transcripción: «Tetsu no Shojo» (en japonés: 鉄の処女)     | Motoki Nakanishi | Tōko MachidaMeigo Naitō | 6 de septiembre de 2021   |
| 10  | «Inquebrantable» Transcripción: «Kongōshu» (en japonés: 金剛手)                 | Shigeki Awai     | Tōko MachidaMeigo Naitō | 13 de septiembre de 2021  |
| 11  | «Prestamista» Transcripción: «Kōrigashi» (en japonés: 高利貸し)                 | Ryūji Motoyama   | Tōko MachidaMeigo Naitō | 20 de septiembre de 2021  |
| 12  | «La habilidad final» Transcripción: «Saigo no Nōryoku» (en japonés: 最後の能力) | Yūichi Satō      | Tōko MachidaMeigo Naitō | 27 de septiembre de 2021  |

## Recepción
En noviembre de 2020, el manga tenía 2 millones de copias en circulación.